# Tom Kipp
Tom Kipp (Willoughby, Ohio, 17 november 1968) is een Amerikaans voormalig motorcoureur.

## Carrière
Kipp begon zijn motorsportcarrière op zesjarige leeftijd in het motorcross. In 1987 stapte hij over naar het wegrace en kwam hij uit in het Amerikaans kampioenschap wegrace. In 1989 maakte hij zijn internationale debuut in het wereldkampioenschap superbike, waarin hij op een Yamaha uitkwam in de races op Mosport en Brainerd. Hij behaalde geen punten en een zestiende plaats in de eerste race op Mosport was zijn beste resultaat. In 1990 reed hij opnieuw in de races op Mosport en Brainerd, terwijl hij ook deelnam aan de races op Sugo. Hij kwam tot scoren in beide races op Mosport en Brainerd en behaalde zo negen WK-punten. In 1991 reed hij opnieuw in deze drie races. Het weekend op Mosport werd geboycot door de reguliere coureurs die het circuit niet veilig genoeg vonden, waardoor er enkel coureurs met een wildcard aan de start stonden. Kipp behaalde de pole position voor deze races; hij moest uitvallen in de eerste race, maar won de tweede race. Dit was tevens zijn enige puntenfinish van het seizoen.
In 1992 richtte Kipp zich op het Amerikaans kampioenschap wegrace en werd hij kampioen in de Supersport 600-klasse. In 1994, 1995 en 1999 werd hij tevens kampioen in de Supersport 750-klasse. In 1995 keerde hij terug in het WK superbike in de races op Laguna Seca, waarin hij twaalfde en dertiende werd. Ook in 1997 reed hij in deze races, waarin hij ditmaal twaalfde en achtste werd. In 2000 reed hij in de tweede seizoenshelft van het Brits kampioenschap superbike op een Honda; een achtste plaats op het Knockhill Racing Circuit was zijn beste klassering en hij werd met 33 punten twintigste in het klassement. In 2003 stopte hij als motorcoureur om zich te richten op zijn christelijke studie; hij keerde in 2005 en 2006 wel tijdelijk terug in het Canadees kampioenschap superbike, waarin hij respectievelijk zevende en vierde werd. Na zijn motorsportcarrière werd hij pastor.